# Ковале-Ксенже
Ковале-Ксенже (пол. Kowale Księże) — село в Польщі, у гміні Турек Турецького повіту Великопольського воєводства.
Населення — 394 особи (2011).
У 1975-1998 роках село належало до Конінського воєводства.

## Демографія
Демографічна структура станом на 31 березня 2011 року:
|          | Загалом | Допрацездатний вік | Працездатний вік | Постпрацездатний вік |
| -------- | ------- | ------------------ | ---------------- | -------------------- |
| Чоловіки | 213     | 48                 | 144              | 21                   |
| Жінки    | 181     | 35                 | 107              | 39                   |
| Разом    | 394     | 83                 | 251              | 60                   |